# Europolitique
Europolitique (en anglais : Europolitics), fondé en 1972, est une publication quotidienne consacrée aux affaires européennes. La société Europe Information Service qui éditait Europolitique a été déclarée en faillite le 24 juillet 2015.

## Concept
Outil de travail privilégié des acteurs et observateurs professionnels de l'Union européenne, il décrypte de manière critique, complète et objective depuis 1972 les politiques, les décisions, les initiatives qui sont au cœur de la vie de l'UE et de ses institutions et qui peuvent concerner les entreprises et les citoyens.
Surtout, il informe les décideurs très en amont sur les projets de directives et de règlements en préparation ou en négociation, sur tout le processus décisionnel qui deviendra le droit de l'Union européenne ou qui passe par la Commission européenne, le Conseil de l'Union européenne et le Conseil européen, le Parlement européen, la Cour de justice européenne, la Cour des comptes européenne, le Médiateur européen, le Contrôleur européen de la protection des données et la Banque centrale européenne.
Europolitique est un organe de presse indépendant. Il est vendu uniquement par abonnement et n'est financé, à l'exception d'annonces payantes strictement sélectionnées, que par les seuls abonnements de ses lecteurs. Sa rédaction multinationale se prévaut d'une approche non-partisane, refusant tout contrôle idéologique, politique ou économique.

### Périodicité
Europolitique est publié cinq jours par semaine, du lundi au vendredi, soit 225 numéros par an d'en moyenne 20 pages au format A4.
La rédaction prépare également vingt dossiers par an (« Pages Plus ») inclus dans le quotidien ainsi que dix hors-série.
Enfin, huit périodiques sont publiées, dont sept en anglais et en français. Les trois premiers sont bimensuels (22 numéros par an), les cinq autres mensuels (11 numéros) :
- Europolitique société de l'information
- Europolitique énergie
- Europolitique agriculture

- Europolitique social
- Europolitique société de l'information
- Europolitique transport
- Europolitique Mensuel
- Europolitique new neighbours - 11 n°/an (en anglais uniquement)

## Lectorat
Europolitique s'adresse à un public de professionnels soucieux d'anticiper les décisions de l'Union européenne et, au besoin, de les influencer le plus en amont possible. Le quotidien est considéré comme un outil de travail incontournable pour tous les lobbies bruxellois. Il se veut aussi une réponse à une demande particulière, celle des cadres en entreprises, des fonctionnaires nationaux et territoriaux, des parlementaires des États membres de l'Union européenne qui souhaitent davantage comprendre les enjeux et développer un réflexe européen. 
Ce public spécifique se divise en quatre secteurs à peu près égaux :
- le monde économique et les acteurs du marché: industries, commerce, entreprises,
- leurs accompagnants, partenaires et interlocuteurs: associations et fédérations professionnelles, avocats, consultants, syndicats, ONG,
- le monde politique: gouvernements, ambassades, parlements nationaux, régions d'Europe, institutions européennes,
- les observateurs et formateurs d'opinion: grandes écoles, universités, think tanks, médias.

Europolitique affirme toucher ainsi directement une cible de 10 000 lecteurs du secteur privé et d'institutions publiques, soit un lectorat potentiel de plus de 30 000 professionnels. 
Les deux tiers des abonnés sont des anglophones (en croissance régulière par rapport aux lecteurs francophones), y compris à Bruxelles.

## Histoire
Europolitique/Europolitics (initialement European Report dans sa version en anglais) est né en novembre 1972, à l'initiative de journalistes issus du bureau bruxellois de l'agence de presse agricole AGRA, elle-même soutenue financièrement par les céréaliers et betteraviers français. Le projet visait à développer un média européen non-partisan, concurrent du seul média européen existant à l'époque, le Bulletin de l'Agence Europe, décrit comme « quasi journal officiel », « à l'intersection du journalisme professionnel et de l'engagement politique fédéraliste ».
Europolitique devient en 1977 propriété de son rédacteur en chef, Gérard Rousselot, et de plusieurs de ses journalistes, puis au début des années 1980, du Groupe Expansion, lequel est racheté en 1994 par Havas, lui-même absorbé en 1998 par Vivendi. 
Après un intermède belge de deux ans (2003-2005), le titre est racheté au 1er octobre 2005 par le groupe français SIAC, éditeur de presse spécialisée dans les domaines agricole et agro-alimentaire (devenu entre-temps propriétaire d'AGRA).
Le 23 février 2006, de bihebdomadaire, Europolitique/Europolitics devient quotidien au format A4, adopte une nouvelle maquette au confort de lecture accru, ouverte à la publicité et aux tribunes libres. Sur le fond, Europolitique se démarque de la lettre d'information traditionnelle en privilégiant l'anticipation, l'analyse et l'approfondissement.

## Capital de la société
Europolitique est édité par une société anonyme de droit belge, European Information Service (EIS), SA à capitaux français. Mi-2009, l'actionnariat d'EIS S.A est composé de:
- 75 % : SIAC, René-Charles Millet, Paris
- 10 % : LG Holding, Daniel Guéguen, lobbyiste, Bruxelles
- 7,5 % : SIA (huiles et protéines végétales), Paris
- 7,5 % : Naples investissement (industrie sucrière), Paris
- Actionnaires individuels : M.Delattre, M.Paoloni, Bruxelles